# Infractor de carieră
Un infractor de carieră (sau delincvent de carieră) este o persoană care a ales să comită infracțiuni și să ducă o viață dedicată activităților criminale. Acești indivizi se implică în comportamente antisociale și ilegale în mod repetat și constant, iar aceasta devine o parte fundamentală a stilului lor de viață.
Infractorii de carieră sunt adesea recidiviști, adică persoane care comit infracțiuni repetate și au un istoric criminal extins. Ei sunt, de obicei, implicați într-o gamă largă de infracțiuni, inclusiv furturi, tâlhării, spargeri de case, infracțiuni cu violență și trafic de droguri.
Deși există numeroase cauze care pot contribui la comportamentul infracțional, infractorii de carieră au de obicei un istoric de traume, neglijare, sărăcie și lipsă de suport social, ceea ce poate duce la un sentiment de disconfort social și de lipsă de speranță. Tratamentul infractorilor de carieră implică adesea o abordare integrată, care include consiliere psihologică, educație, intervenție comportamentală și supraveghere judiciară strânsă.